# Naoto Kan

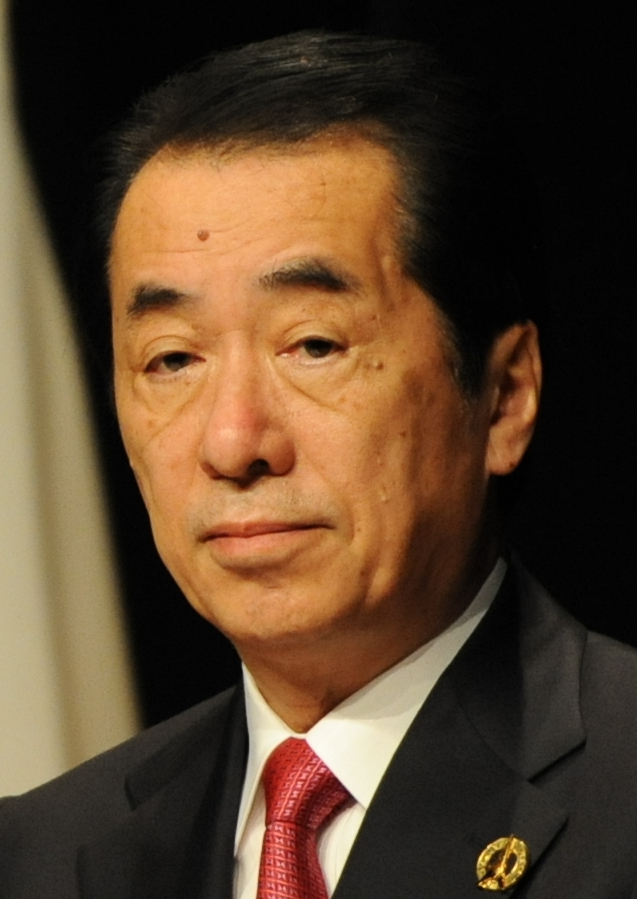
Naoto Kan (2011)

Naoto Kan (japanisch 菅 直人, Kan Naoto; * 10. Oktober 1946 in Ube, Präfektur Yamaguchi) ist ein ehemaliger japanischer Politiker, zuletzt als Mitglied der Konstitutionell-Demokratischen Partei. Durchgehend von 1980 bis 2024 war er Abgeordneter im Shūgiin, dem Unterhaus des Nationalparlaments. Er war Mitgründer und mehrfach Vorsitzender der Demokratischen Partei (DPJ), vom 8. Juni 2010 bis zum 2. September 2011 gleichzeitig Premierminister von Japan. Innerparteilich führte er eine eigene Faktion, die Kan-Gruppe (offiziell 国のかたち研究会 kuni no katachi kenkyūkai, „Forschungsrat für den Zustand des Landes“).

## Politische Karriere

### Eintritt in die Politik
Kan schloss 1970 sein Physikstudium an der Tōkyō Kōgyō Daigaku (Tokyo Institute of Technology) ab und absolvierte dort ein Jahr später die Prüfung als Patentanwalt. 1974 eröffnete er sein eigenes Patentbüro, im selben Jahr leitete er das Wahlkampfbüro für die Wahl von 1974 zum Sangiin, dem Oberhaus, von Fusae Ichikawa, einer bekannten Feministin und Vorkämpferin für das Frauenwahlrecht in Japan. Bei der Shūgiin-Wahl 1976 und der Sangiin-Wahl 1977 kandidierte Kan jeweils selbst, jedoch ohne Erfolg. 1977 trat er dem „Sozialistischen Bürgerbund“ (shakai shimin rengō) von Saburō Eda bei, zwei Jahre später beteiligte er sich an der Gründung des Sozialdemokratischen Bundes (社会民主連合, shakai minshū rengō) und wurde dessen stellvertretender Vorsitzender.
Nach einem weiteren gescheiterten Anlauf 1979 wurde Kan bei der Shūgiin-Wahl 1980 erstmals ins Parlament gewählt (und seither achtmal im Amt bestätigt). Als die Liberaldemokratische Partei (LDP) 1993 die Mehrheit verlor, übernahm nach den resultierenden Neuwahlen eine Koalition die Regierung, an der auch der Sozialdemokratische Bund beteiligt war. Kan wurde Vorsitzender des Auswärtigen Ausschusses im Shūgiin. Nachdem die Anti-LDP-Koalition ein Jahr später gescheitert war, wurde der Sozialdemokratische Bund Teil der Neuen Partei Sakigake, die zusammen mit der Sozialdemokratischen Partei (SDP) der LDP die Rückkehr an die Macht ermöglichte. Kan wurde Vorsitzender des Politikforschungsrates (seisaku chōsakai) der neuen Partei.

### Gesundheitsminister
Ins Kabinett Hashimoto wurde Kan 1996 als Gesundheits- und Sozialminister berufen. In seine kurze Amtszeit fiel das Auftreten von O157-Kolibakterien in einer Schulmensa und die Aufdeckung eines Skandals um HIV-infizierte Blutkonserven, in die das Ministerium verwickelt gewesen war. Er sorgte für die Veröffentlichung von Dokumenten, die bewiesen, dass das Ministerium es wissentlich versäumt hatte, die Blutkonserven aus dem Verkehr zu ziehen. Wegen des hohen öffentlichen Interesses an dem Skandal wurde Kan dadurch zu einem der bekanntesten und beliebtesten Politiker Japans.

### Oppositionsführer
Im selben Jahr, 1996, arbeitete Kan zusammen mit seinem Parteifreund Yukio Hatoyama an der Vorbereitung der Gründung einer neuen Partei als Alternative zur regierenden LDP und der damals größten Oppositionspartei, der Shinshintō von Ichirō Ozawa. Die Demokratische Partei vereinigte weite Teile der Neuen Partei Sakigake und der SDP und trat erstmals bei der Shūgiin-Wahl 1996 an, bei der sie rund 16 % der Proporzstimmen erhielt. Kan teilte sich den Parteivorsitz zunächst mit Hatoyama, ein Jahr später wurde er alleiniger Vorsitzender. Bis 1998 war es der DPJ gelungen zur stärksten Oppositionspartei aufzusteigen: Kan galt als Anwärter für den Premierministerposten, da ein erneuter Mehrheitsverlust der LDP angesichts der fortgesetzten Wirtschaftskrise nach dem Ende der Bubble Economy nicht unmöglich schien.
Trotz des wachsenden Erfolges der Demokratischen Partei verlor Kan wegen parteiinterner Streitigkeiten und eines Sex-Skandals um eine ehemalige Fernsehmoderatorin an Unterstützung. 1999 wurde er nicht als Vorsitzender wiedergewählt, Yukio Hatoyama wurde sein Nachfolger. Kan wurde Vorsitzender des Politikforschungsrates, ein Jahr später Generalsekretär. 2002 gewann er erneut die Wahl zum Parteivorsitzenden gegen Katsuya Okada. Unter seinem Vorsitz gelang es der DPJ bei der Shūgiin-Wahl 2003, einen deutlichen Sitzzuwachs zu erringen und erstmals mehr Verhältniswahlstimmen als die LDP zu erhalten. Allerdings gab Kan 2004 wegen eines Skandals um versäumte Einzahlungen ins Rentensystem, der auch zum Rücktritt von Kabinettssekretär Yasuo Fukuda geführt hatte, den Parteivorsitz erneut auf und begann kahlgeschoren die Shikoku-Pilgerfahrt, die er nach seinem Rücktritt als Parteivorsitzender-Premierminister 2011 fortsetzte. Ab April 2005 war er kurzzeitig Gastdozent an der Hōsei-Universität.

### Stellvertretender Premierminister
Nach dem Wahlsieg der Demokraten bei der Shūgiin-Wahl 2009 berief der neue Premierminister Yukio Hatoyama Kan als stellvertretenden Premierminister und Staatsminister für Wirtschafts- und Finanzpolitik, Wissenschaft und Technologie in sein Kabinett und übertrug ihm außerdem die Verantwortlichkeit für das neu zu schaffende „Nationale Strategiebüro“ (kokka senryaku-kyoku), das die Erstellung des Haushalts zentral steuern und politische Prioritäten festlegen und so gemeinsam mit der „Konferenz für die Erneuerung der Verwaltung“ (gyōsei sasshin kaigi) den Einfluss der Ministerialbürokratie auf politische Entscheidungen reduzieren soll. Nach dem Rücktritt von Finanzminister Hirohisa Fujii wurde Kan am 7. Januar 2010 dessen Nachfolger und gab die Zuständigkeiten für Wissenschaft und Technologie an Tatsuo Kawabata, und für das Nationale Strategiebüro an Yoshito Sengoku ab.
Nach dem Rücktritt von Premierminister Yukio Hatoyama kandidierte Kan bei der Wahl des Parteivorsitzenden am 4. Juni 2010 für dessen Nachfolge. Er stützte sich dabei neben seiner eigenen Faktion auf andere Führungspolitiker der Partei wie Katsuya Okada, Seiji Maehara und Yoshihiko Noda, die den Einfluss des scheidenden Generalsekretär Ichirō Ozawa zurückdrängen wollten. Die Wahl unter den DPJ-Abgeordneten beider Kammern entschied Kan gegen Shinji Tarutoko klar für sich. Er war damit zunächst bis Herbst 2010 gewählt.

## Regierungszeit

Zustimmungsrate und Ablehnungsrate des Kabinetts nach Umfragen der NHK: Im Oberhauswahlkampf brachen die Zustimmungswerte kurzfristig ein, im DPJ-Wahlkampf gegen Ichirō Ozawa stiegen sie kurzfristig an. Bis Dezember 2010 waren sie wie bei Vorgänger Hatoyama auf unter 30 % gefallen.

Am 4. Juni 2010 wurde Kan im Parlament zum Premierminister gewählt, bei der entscheidenden Abstimmung im Shūgiin erhielt er 313 Stimmen, im Sangiin, dem Oberhaus 123 Stimmen. Am 7. Juni 2010 berief Kan eine neue Parteiführung, am 8. Juni sein Kabinett, das noch am selben Tag formal vom Tennō ernannt wurde. Die meisten Minister wurden aus dem Vorgängerkabinett übernommen, fünf wurden neu berufen.
Im März 2011 musste Kan öffentlich zugeben, in Verstoß gegen das Gesetz über politische Gelder (Seiji-shikin-kisei-hō) eine Spende über 1,04 Mill. Yen von einem Ausländer angenommen zu haben. Kurz zuvor war Außenminister Seiji Maehara wegen der Spende eines Ausländers zurückgetreten. Kan ließ am 11. März erklären, im Amt bleiben zu wollen, da er nicht gewusst habe, dass der Spender nicht japanischer Staatsbürger war. Seine größte politische Herausforderung war seit dem 11. März 2011 das Tōhoku-Erdbeben.

### Innenpolitik
Die Sitzungsperiode des Parlaments endete kurz nach Kans Amtsantritt am 16. Juni 2010 mit einer beantragten „Rügeresolution“ im Sangiin und einem gescheiterten Misstrauensvotum der Opposition im Shūgiin. Kurz zuvor war Shizuka Kamei, Vorsitzender des Koalitionspartners Neue Volkspartei, von seinem Ministeramt zurückgetreten, weil die Demokratische Partei ein Gesetz zur Revision der 2001 initiierten Postprivatisierung nicht mehr in der endenden Sitzungsperiode verabschiedet hatte.

#### Deflationsbekämpfung und Rekordausgaben
In seiner Regierungserklärung und zum Auftakt des Wahlkampfes für die Wahl am 11. Juli 2010 zum Sangiin, dem Oberhaus, machte Kan die Konsolidierung des stark defizitären japanischen Staatshaushaltes zu einer Priorität. Dabei kündigte er an, dass die Umsatzsteuer zur Deckung gestiegener Sozialausgaben von fünf auf zehn Prozent erhöht werden müsse, ohne jedoch einen genauen Zeitpunkt zu nennen. Im Wahlkampf 2009 hatte die Demokratische Partei anders als die LDP eine Mehrwertsteuererhöhung noch ausgeschlossen. Nach der mittelfristigen Finanzplanung der Regierung soll die Neuaufnahme von Anleihen auf 44 Billionen Yen begrenzt werden – im laufenden Fiskaljahr 2010 sind es 44,3 Billionen Yen –, konkrete Sparmaßnahmen wurden nicht vorgelegt. Die Ankündigung der Umsatzsteuererhöhung führte bereits Mitte Juni zu einem Einbruch der Zustimmungswerte, die nach Kans Amtsantritt bei über 60 Prozent gelegen hatten.
Während des DPJ-Vorwahlkampfes stellte Kan im September 2010 Pläne für ein neues Konjunkturpaket über 920 Mrd. Yen vor, das aus Reservemitteln der Regierung finanziert werden und ohne parlamentarisches Verfahren kurzfristig in Kraft gesetzt werden soll. Ein weiteres Konjunkturpaket über 5,1 Bill. Yen für das laufende Fiskaljahr 2010, das sich aus Steuermehreinnahmen und Überschüssen des Vorjahres finanzieren soll, wurde im Oktober 2010 im Kabinett beschlossen, und wurde im November 2010 im Parlament verabschiedet.
Im Dezember 2010 beschloss das Kabinett die Senkung der nationalen Körperschaftsteuer (hōjinzei) von derzeit 30 % (zuzüglich Präfekturunternehmenssteuern (jigyōzei) und anderer lokaler Steuern effektiv um 40 %) um fünf Prozent und des Steuersatzes für KMU (Gewinn unter acht Millionen Yen), der bereits für die Fiskaljahre 2009 und 2010 von 22 % auf 18 % abgesenkt worden war, auf 15 %. Die Finanzierung der entstehenden Einnahmeausfälle ist ungeklärt.
Am 24. Dezember 2010 beschloss das Kabinett Kan den Haushaltsentwurf für das am 1. April beginnende Jahr 2011. Mit 92,4 Billionen Yen sah er die höchsten Ausgaben jemals vor, wie bereits im Vorjahr waren die vorgesehenen Steuereinnahmen niedriger als die Ausgabe neuer Anleihen. Letztere sollte aber mit 44,298 Billionen Yen um 5 Milliarden Yen niedriger sein als im Haushaltsentwurf für das Fiskaljahr 2010. Der Haushalt kann zwar im Konfliktfall auch ohne Sangiin-Mehrheit verabschiedet werden; dennoch suchte Kan für die nächste Sitzungsperiode des Parlaments, die im Januar 2011 begann, nach Verbündeten und führte Sondierungsgespräche mit der konservativen LDP-Abspaltung Tachiagare Nippon. Deren Kovorsitzender Kaoru Yosano führte die Verhandlungen, allerdings lehnten der Vorsitzende Takeo Hiranuma und die übrigen Abgeordneten der Tachiagare Nippon eine Zusammenarbeit ab. Kan führte auch Verhandlungen über eine erneute Zusammenarbeit mit der Sozialdemokratischen Partei, deren Austritt aus der Regierungskoalition im Mai 2010 zum Sturz von Yukio Hatoyama beigetragen hatte.

#### Verlust der Oberhausmehrheit
Als Wahlziel der Demokratischen Partei für die Sangiin-Wahl 2010 formulierte Kan die Verteidigung der zur Wahl stehenden 54 Sitze, durch die die Partei zusammen mit ihren Fraktionsmitgliedern (Neue Volkspartei, Neue Partei Japan, Unabhängige/Shinryokufūkai) die knappe Mehrheit von 123 der 242 Mandaten in der zweiten Kammer halten könnte. Dieses Ziel wurde verfehlt, Kans Regierung hat nun keine Majorität mehr im Oberhaus, es besteht somit ein „verdrehtes Parlament“ mit gegnerischen Mehrheiten in den beiden Parlamentskammern.
Nach der Wahlniederlage kündigte Kan an, im Amt bleiben zu wollen und am Ziel einer Haushaltskonsolidierung festzuhalten. Kan forderte die Opposition wiederholt auf, sich an Sparmaßnahmen zu beteiligen. Unter anderem will er die Zahl der Sitze in beiden Kammern des Parlaments reduzieren. Ein Angebot der Liberaldemokratischen Partei, im Gegenzug für konkrete gesetzlich festgeschriebene Sparziele mit der Regierung am Haushalt mitzuwirken, stieß in der Demokratischen Partei auf Ablehnung.

#### Innerparteilicher Machtkampf und Regierungsumbildungen
Am 14. September 2010 musste sich Kan der turnusmäßigen Wiederwahl als Parteivorsitzender stellen. Kan gewann die Kampfabstimmung gegen Ichirō Ozawa und sicherte sich somit weiterhin das Amt des japanischen Premierministers. Bei der folgenden Umbildung von Kabinett und Parteiführung bot Kan Ozawa die wenig einflussreiche Position eines „geschäftsführenden Parteivorsitzenden“ (daihyō daikō) an, die Ozawa jedoch ablehnte. Die Ernennungen in Kans umgebildetem Kabinett und die neue Parteiführung gelten als Versuch, den Einfluss Ozawas zurückzudrängen (脱小沢, datsu-Ozawa). Im neuen Kabinett saßen vier Ex-Sozialisten und mehrere ehemalige DSP-Mitglieder: Opposition und Medienkommentare bezeichneten Kabinettssekretär Sengoku als Schlüsselfigur der neuen Regierung.
Unter Druck der Opposition, die beiden im Sangiin gerügten Minister auszutauschen, führte Kan im Januar 2011 eine weitere Kabinettsumbildung durch, bei der er Sumio Mabuchi und Yoshito Sengoku ersetzte und für das er Kaoru Yosano gewinnen konnte, der nach der Ablehnung des Koalitionsangebots durch seine Parteikollegen aus der Tachiagare Nippon ausgetreten war. Die Berufungen gelten als Signal für einen erneuten Versuch zur Haushaltskonsolidierung und einen raschen Beitritt zur pazifischen Freihandelszone TPP. Erneut vermied Kan die Ernennung von Politikern, die Ichirō Ozawa nahestehen – noch im Januar begann der Prozess gegen Ozawa.
Im Februar 2011 traten 16 Anhänger Ozawas aus der DPJ-Shūgiin-Fraktion aus und bedrohten die Verabschiedung von Gesetzen für den Haushalt 2011.
Beim Parteitag der Demokratischen Partei im Januar 2011 äußerte sich die Unzufriedenheit der Basis mit der Parteiführung angesichts der Spendenskandale und des unklaren politischen Kurses des Kabinetts Kan deutlich. Vor den einheitlichen Regionalwahlen im April 2011 drohten ganze Fraktionen in Präfekturparlamenten, die Demokratische Partei zu verlassen. Die Regionalwahlen endeten mit Verlusten für die Demokraten.

#### Tōhoku-Erdbeben, dreifacher GAU in Fukushima und Rücktritt

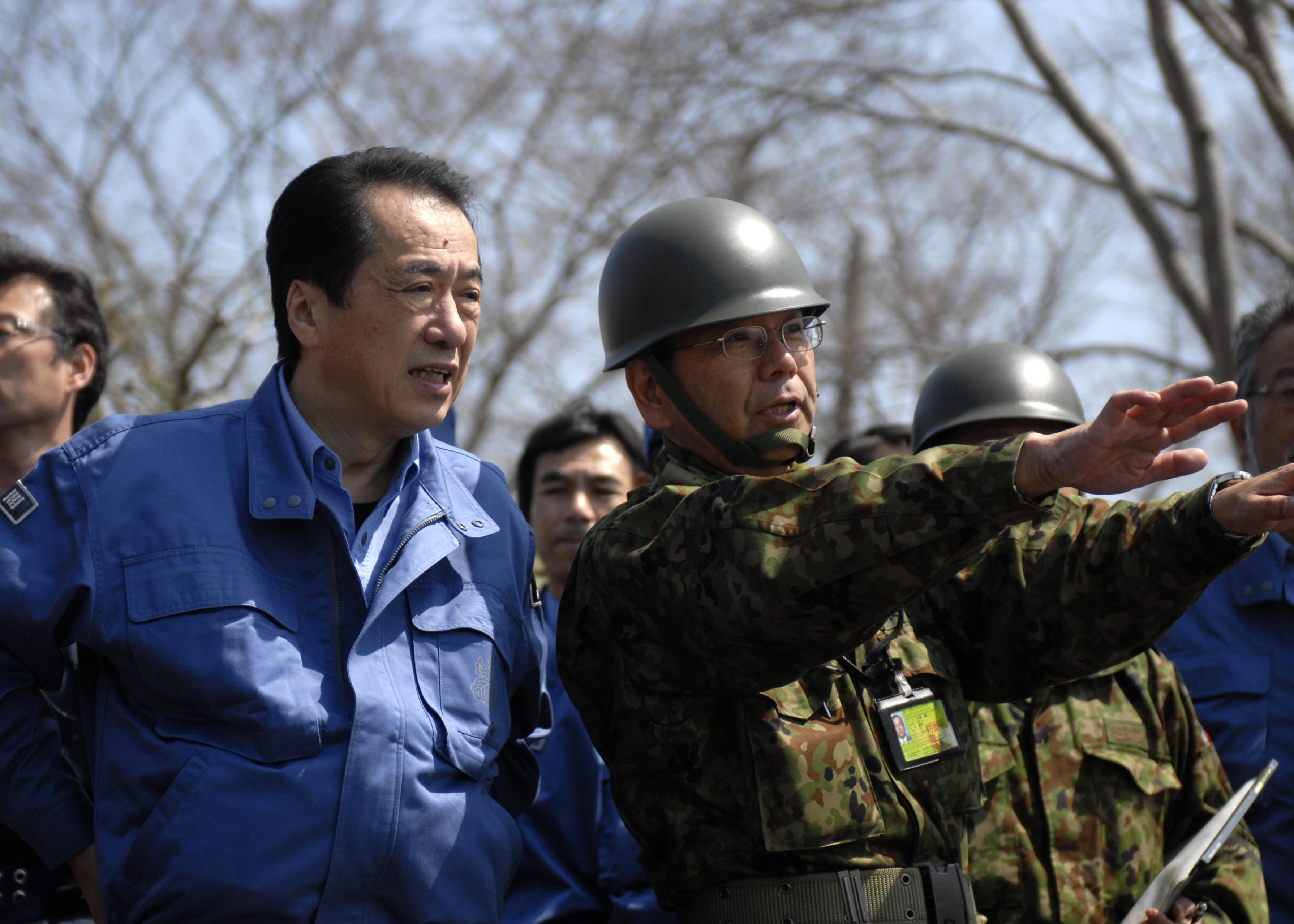
Kan lässt sich von einem Generalleutnanten der JGSDF die Lage in einer Oberschule in der vom Tsunami schwer betroffenen Stadt Ishinomaki erläutern (April 2011)

Ab März 2011 bestimmten die Maßnahmen des Kabinetts Kan und des erstmals in der Geschichte eingesetzten Atomkraftunfallkrisenstabes (原子力災害対策本部, genshiryoku saigai taisaku hombu) zur unmittelbaren Katastrophenhilfe und zur Bewältigung der Kernkraftkatastrophe (siehe auch Chronologie der Katastrophe in Japan von 2011) infolge des Tōhoku-Erdbebens einschließlich der Nuklearkatastrophe von Fukushima Kans Amtszeit. Angesichts der Katastrophe wurde der Haushalt 2011 kurz vor Beginn des Fiskaljahres am 29. März 2011 verabschiedet, der erste Zusatzhaushalt über rund 4 Billionen Yen für den Wiederaufbau passierte das Parlament im Mai 2011.
Für die mittelfristige Opferhilfe und den Wiederaufbau war das Kabinett angesichts der Oppositionsmehrheit im Sangiin auf die Zusammenarbeit mit der LDP-geführten Opposition angewiesen, die eine große Koalition aber mehrfach ablehnte und Kans Krisenmanagement bald heftig kritisierte. Im Juni 2011 beantragte die Opposition deshalb ein Misstrauensvotum gegen das Kabinett Kan, für das Kans innerparteiliche Gegner, insbesondere Ozawa, aber auch Vorgänger Hatoyama, mit Zustimmung drohten. Am Tag der Abstimmung kündigte er vor der Generalversammlung der DPJ-Fraktionen beider Kammern seinen Rücktritt an: Er wolle sein Amt der jüngeren Generation überlassen, sobald die wesentlichen Maßnahmen zum Wiederaufbau in die Wege geleitet seien. Das Misstrauensvotum scheiterte, da nur Ozawa selbst und wenige seiner Anhänger sich durch Abwesenheit enthielten, die Mehrheit der demokratischen Abgeordneten aber für das Kabinett stimmte.
Nach dem Misstrauensvotum formulierte Kans Parteiführung Ende Juni 2011 drei konkrete Bedingungen für seinen Rücktritt: Die Verabschiedung des zweiten Zusatzhaushaltes für das Fiskaljahr 2011, der einige Wiederaufbaumaßnahmen finanzieren soll, die Verabschiedung eines Erneuerbare-Energien-Gesetzes und eines Gesetzes für die Ausgabe weiterer Staatsanleihen zur Finanzierung des Haushaltsdefizits, das die Liberaldemokraten für 2011 blockiert hatten. Daraufhin wurden die Beratungen für den zweiten Zusatzhaushalt termingerecht am 25. Juli 2011 abgeschlossen, Anfang August einigten sich Regierung und Opposition auf eine Reform des bisher einkommensunabhängigen Kindergeldes, was LDP und Kōmeitō zur Bedingung für ihre Zustimmung zur Erhöhung des Anleihenvolumens gemacht hatten. Als am 26. August die Gesetze das Parlament passiert hatten und damit die Rücktrittsbedingungen erfüllt waren, trat Kan wie angekündigt als Parteivorsitzender zurück. Die Wahl von Kans Nachfolger fand am 29. August 2011 statt. Einen Tag später trat das Kabinett Kan vor der Wahl von Yoshihiko Noda zum Premierminister zurück; ihm folgte am 2. September 2011 das Kabinett Noda.

### Außenpolitik
Kan war vor Amtsantritt als Premierminister in außenpolitischen Fragen wenig profiliert. Er betonte zu Beginn seiner Amtszeit, dass die US-japanische Allianz der Kern japanischer Außenpolitik bleiben solle, die Beziehungen zu China aber ebenfalls gepflegt werden müssten.

#### Beziehungen zur Volksrepublik China
In der seit Jahren ungeklärten Interessenabgrenzung über die Erdgasvorkommen im Ostchinesischen Meer wurden im Herbst 2010 die Senkaku-Inseln Gegenstand eines diplomatischen Konflikts mit der Volksrepublik China, die die Inseln als Diàoyú-Inseln als ihr Territorium beansprucht. Das Kabinett Kan verfolgt die Politik vorhergehender Regierungen, dass die Inseln rechtlich zweifelsfrei zu Japan gehören und folglich kein zu lösender Territorialstreit existiert, rückversicherte sich aber explizit beim Bündnispartner, dass die Inseln auch durch den Sicherheitsvertrag abgedeckt sind. Ein erneutes Angebot der Volksrepublik, die Rohstoffe nahe der Senkaku-Inseln gemeinsam auszubeuten, wurde von Kans Regierung entsprechend abgelehnt – wenige Monate vorher hatten noch Verhandlungen über eine gemeinsame Nutzung des umstrittenen Chunxiao-/Shirakaba-Gasfelds begonnen, das von chinesischer Seite seit 2006 ausgebeutet wird. Die oppositionelle LDP forderte eine offensivere Politik von Kan ein und wollte die Rolle der Selbstverteidigungsstreitkräfte dafür ausweiten.
Zu einem innenpolitischen Streitfall entwickelte sich das Video über den Zwischenfall, der den diplomatischen Konflikt ausgelöst hatte: die Aufnahmen, die die Kollision eines VR-chinesischen Fischerbootes mit Schiffen der Küstenwache (Kaijō-hoan-chō, wörtl. „Behörde für maritime Sicherheit“) dokumentierten, wurden als geheim deklariert und nur ausgewählten Abgeordneten des nationalen Parlaments gezeigt. Allerdings war das Video ab November 2010 öffentlich im Internet einsehbar, die Veröffentlichung wurde zu einem Mitglied der Küstenwache zurückverfolgt, gegen das Ermittlungen eingeleitet wurde. Die Opposition kritisierte sowohl die ursprüngliche Entscheidung zur Geheimhaltung wie die Sicherheitsmaßnahmen zum Schutz der Daten in der Küstenwache.
Dieses Informationsleck und die als zu langsam und zu schwach kritisierte Reaktion des Kabinetts Kan auf das Bombardement von Yeonpyeong wurden von der Oppositionsmehrheit im Sangiin zum Anlass genommen, nichtbindende Misstrauensanträge (monseki ketsugian) gegen zwei Minister, Yoshito Sengoku und Sumio Mabuchi, zu verabschieden.

#### Militärische Zusammenarbeit mit den Vereinigten Staaten

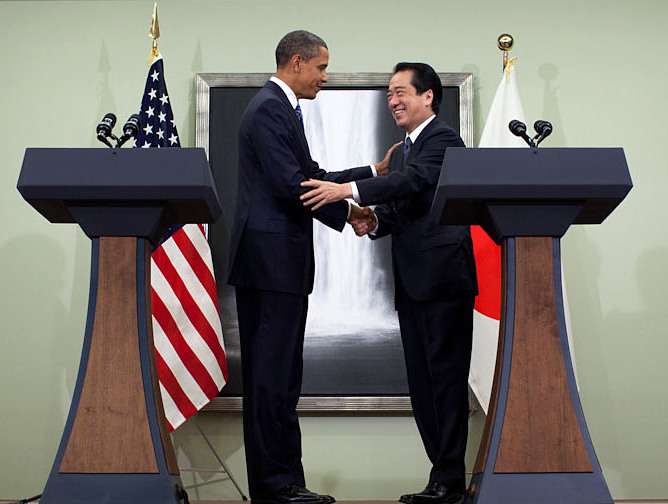
Kan und US-Präsident Barack Obama beim APEC-Gipfel in Yokohama.

Kan stand erklärtermaßen zu den mit den Vereinigten Staaten getroffenen Vereinbarungen über die Umstrukturierungspläne des US-Militärs in der Präfektur Okinawa, deren Ablehnung durch die örtliche Bevölkerung maßgeblich zum Rücktritt von Kans Vorgänger Hatoyama beigetragen hatte. Die Stützpunktgegner verzeichneten im September 2010 einen Sieg bei den Kommunalwahlen in Nago. Für die Gouverneurswahlen im November 2010 verzichtete die Demokratische Partei ganz auf einen Kandidaten, der verhandlungsbereite Gouverneur Hirokazu Nakaima wurde gegen den strikten Stützpunktgegner Yōichi Iha wiedergewählt, was zumindest die theoretische Möglichkeit für eine Regelung im Einvernehmen mit der Präfekturregierung – im Austausch für die Fortsetzung von besonderen Wirtschaftshilfen – offenhält.
Über die japanischen Zahlungen für die US-Militärpräsenz, den sogenannten „Sympathiehaushalt“ (omoiyari yosan), einigten sich die Regierungen Kan und Obama im Dezember 2010: die jährlichen Beiträge sollen bis 2016 auf 188 Mrd. Yen eingefroren werden.
Im Dezember 2010 führten beide Militärs in den Gewässern der Präfektur Okinawa die Übung Keen Sword durch, das größte gemeinsame Manöver in der Geschichte des Bündnisses. Erstmals nahmen die Streitkräfte der Republik Korea als Beobachter teil. Die lange geplante Übung fand in der Nähe der von China beanspruchten Senkaku-Inseln und kurz nach einer US-koreanischen Übung statt.

#### Regionale Wirtschaftszusammenarbeit
Anlässlich des APEC-Gipfels in Yokohama im November 2010 nahm Kan als Beobachter an den Beratungen für die pazifische Freihandelszone TPP teil, hatte eine endgültige Entscheidung über die Teilnahme aber auf 2011 vertagt. Eine mögliche Mitgliedschaft Japans stieß auf Widerstand bei den japanischen Bauern, die stark durch Schutzzölle und Subventionen vor ausländischer Konkurrenz geschützt werden.

## Wahlkreis
Als Abgeordneter wurde Kan nach 1980 bis einschließlich 2021 dreizehnmal wiedergewählt; den 18. Wahlkreis Tokio, der die Städte Musashino, Koganei und Fuchū umfasst, gewann er seit seiner Errichtung nach der Wahlrechtsreform von 1994 fünfmal mit deutlichem Vorsprung, 2003 gegen den starken LDP-Kandidaten Kunio Hatoyama. 2005 gewann er das einzige Direktmandat für die Opposition in der Präfektur.
Bei der Erdrutschniederlage der Demokraten 2012 verlor er den Wahlkreis um mehr als 10.000 Stimmen an den Liberaldemokraten Masatada Tsuchiya. Er wurde auf eines der drei Verhältniswahlmandate der Demokratischen Partei im Block Tokio gewählt. Auch bei der Wahl 2014 unterlag er Tsuchiya, konnte aber knapp vor Banri Kaieda den dritten und letzten Verhältniswahlsitz der Demokraten in Tokio halten. Bei der Shūgiin-Wahl 2017 gelang es ihm als Mitglied der kurz zuvor gegründeten Konstitutionell-Demokratischen Partei erstmals seit seinem Rücktritt als Premierminister, seinen Wahlkreis knapp zu gewinnen (Kan 40,7 %, Tsuchiya 40,3 %). 2021 stellte die LDP den Ex-Demokraten Akihisa Nagashima gegen Kan auf, der aber siegreich blieb (Kan 47,1 %, Nagashima 44,7 %).
Im November 2023 kündigte Kan an, bei der nächsten allgemeinen Wahl nicht mehr im Wahlkreis Tokio 18 antreten zu wollen. Die dortige KDP-Kandidatur übernahm nach seinem Wunsch Reiko Matsushita, ehemalige Präfekturparlamentsabgeordnete und Bürgermeisterin der Stadt Musashino. Matsushita verlor den neu zugeschnittenen Wahlkreis bei der Wahl 2024 knapp an Kaoru Fukuda von der LDP, gewann aber einen der fünf KDP-Verhältniswahlsitze in Tokio.

## Familie
Kan ist seit 1970 mit seiner Cousine Nobuko verheiratet. Die beiden haben zwei Söhne, Shinjirō, einen Tierarzt, und Gentarō, einen Menschenrechtsaktivisten, der 2003 und 2005 im 1. Wahlkreis Okayama für das Shūgiin kandidierte, beide Male aber deutlich Ichirō Aisawa (LDP) unterlag.

## Publikationen
- Naoto Kan: Als Premierminister während der Fukushima-Krise. Aus dem Japanischen von Frank Rövekamp. Iudicium, München 2015, ISBN 978-3-86205-426-8.